# Boachás
Boachá eram os índios aimorés ou krenak, na região de Raul Soares, no século XIX.

## Informações Gerais
Os antigos indígenas que habitavam o Leste de Minas e a porção do estado do Espírito Santo que divide com Minas Gerais eram designados como botocudos ou aimorés, nos séculos XVI, XVIII e XIX. Os seus descendentes e representantes hoje são os Krenaks. A designação boachá é um muito localizada e atestada somente na região de Raul Soares. Portanto, boachá é denominação local dada aos aimorés.

## Histórico
Os índios boachás foram os antigos habitantes da região que atualmente integra o município de Raul Soares, no século XIX. Segundo a tradição oral, era o nome próprio de um indígena que passou a designar todo o grupo. Esses indígenas eram oriundos da região do Rio Doce e se acomodaram numa aldeia situada no Córrego dos Boachás.O êxodo foi provocado pelas perseguições patrocinadas pelo estado com o intuito de colonizar a região. Foram contactados pelos exploradores Lanna, que viriam fundar a vila de Matipoó. A data deste primeiro contato é de 1837.